# Jyukai Best ~Stairway to the Future~
Jyukai Best ~Stairway to the Future~ e o 1º álbum de copilação da banda japonesa Jyukai, lançado dia 20 de janeiro de 2010. O álbum possui 14 faixas entre elas todos os seus singles lançados até agora, versõe especiais para as músicas Anata ga Ita Mori e  Hikari e também uma faixa inédita chamada With... com a participação da cantora Tainaka Sachi, que é usada como tema de encerramento do anime Fate/stay night. O álbum alcançou a posição # 126 na Oricon Semanal e ficou por uma semana, vendendo 990 cópias.

## Faixas
1. Anata ga Ita Mori (あなたがいた森)
2. Koibito Doushi (恋人同士)
3. Hoshi Akari (ホシアカリ)
4. Hikari (ヒカリ)
5. Sakasete wa Ikenai Hana (咲かせてはいけない花)
6. Komoriuta (こもりうた)
7. Himegoto (ヒメゴト)
8. Kojou no Tsuki (孤城の月)
9. Ai no Hoshi (愛の星)
10. Hanamuke no Melody (ハナムケのメロディー)
11. Omoide ni Naru Mae ni (想い出になる前に)
12. With... feat. Tainaka Sachi
13. Anata ga Ita Mori ~the brilliant world~ (あなたがいた森)
14. Hikari ~Kaisou~ (ヒカリ ～回想～;)